# Amalia de Oldenburg
Amalia, Ducesă de Oldenburg, regină a Greciei (greacă Αμαλία, Βασίλισσα της Ελλάδος; 21 decembrie 1818 - 20 mai 1875) a fost soția regelui Otto al Greciei (1815–1867).